# هوراس گلاور
هوراس گلاور (انگلیسی: Horace Glover؛ 1883 – ۲۸ ژانویهٔ ۱۹۶۷) بازیکن فوتبال اهل بریتانیا بود.
از باشگاه‌هایی که در آن بازی کرده‌است می‌توان به باشگاه فوتبال وستهام یونایتد، باشگاه فوتبال ساوت‌همپتون، باشگاه فوتبال هاستینگز یونایتد، و باشگاه فوتبال ای‌اف‌سی بورنموث اشاره کرد.